# Jal-jeera
Jal-jeera, ou jaljira, est une boisson indienne. Elle est aromatisée avec un mélange d'épices connu sous le nom de poudre de jal-jeera. En hindi, "jal" signifie eau et "jeera" signifie cumin. La forme de la boisson est essentiellement de la limonade et de la poudre de jaljira, et c'est une boisson estivale populaire en Inde. Elle est parfois servie en apéritif, car elle est destinée à "faire sursauter" les papilles gustatives.

## Composition
La poudre de jaljira se compose généralement de cumin, de gingembre, de poivre noir, de menthe, de sel noir, de poudre de fruits (généralement de la mangue ou un zeste d'agrume) et de poudre de chili ou de piment fort.

## Histoire
La jal-jeera a une très longue histoire, puisqu'elle trouverait son origine sur les rives du Gange. À une époque, la poudre était broyée sur des dalles de pierre et conservée dans des pots en argile.
Le cumin est un ingrédient médicinal qui facilite la digestion. La menthe a un effet rafraîchissant. Le sel noir ou sel gemme agit comme un digestif.